# Montefredane
Montefredane là một đô thị (comune) thuộc tỉnh Avenllino trong vùng Campania của Ý. Montefredane có diện tích km2, dân số là người (thời điểm ngày).